# Neelakesa lignicola
Neelakesa lignicola är en svampart som beskrevs av Udaiyan & V.S. Hosag. 1992. Neelakesa lignicola ingår i släktet Neelakesa, klassen Sordariomycetes, divisionen sporsäcksvampar och riket svampar.   Inga underarter finns listade i Catalogue of Life.